# Sperrstelle Koblenz

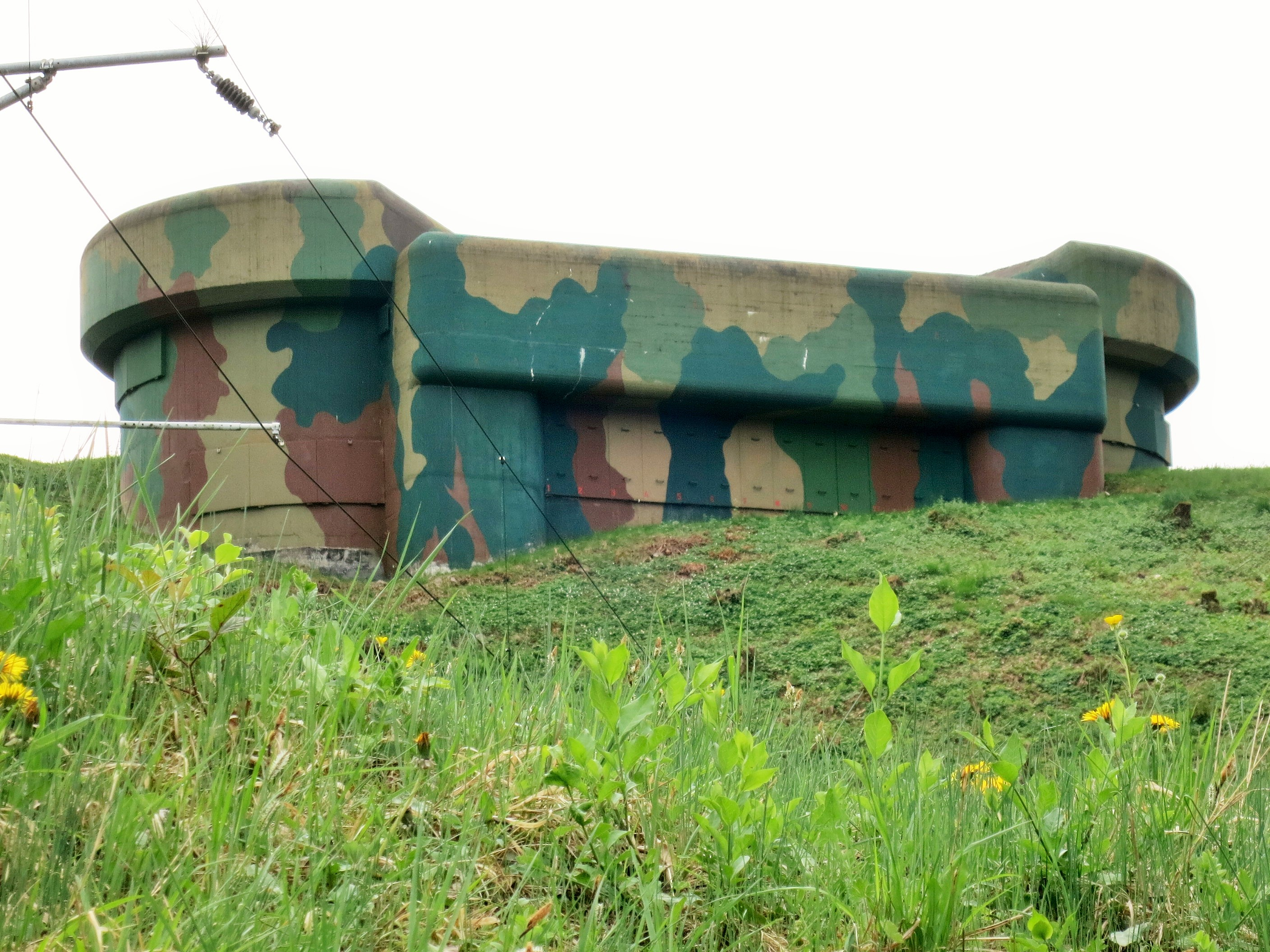
Infanteriewerk «Tunnel Nord» A 4232

Die Sperrstelle Koblenz war eine Grenzbefestigung der Grenzbrigade 5 der Schweizer Armee. Sie erstreckt sich auf dem linken Rheinufer vom Laubberg über Koblenz AG und die Aaremündung bis zum Kraftwerk Klingnau.
Ihre Werke sicherten die Haupteinfallsachse Aaretal zwischen Aaremündung und Rietheim, das Aareufer und die Rheinübergänge sowie die südlich des Rheins verlaufenden Verkehrsachsen.
Sie gilt als militärhistorisches Denkmal von nationaler Bedeutung.

## Geschichte
Die strategische Bedeutung des Rheins wurde bereits von den Römern erkannt. Valentinian I. komplettierte in den 370er Jahren die Befestigung der Rheinlinie, woran die Ruinen des im Jahr 371 errichteten römischen Wachtturms am Kleinen Laufen ⊙ bei Koblenz erinnern.
Der Ingenieuroffizierskurs von 1934 sah die Befestigung der Koblenzer Rheinübergänge vor. Um 1935 wurden die bestehenden Sprengobjekte in allen Rheinbrücken ergänzt und die Panzersperren errichtet.
1935/36 wurden zwei Maschinengewehrwerke (Mg-Bunker Aarebrücke-West A 4241 und ‑Ost A 4242) bei der neuen Strassenbrücke an der Aaremündung bei Felsenau–Koblenz in den Widerlagern eingebaut. Sie waren die ersten schweren Waffenstände der Schweizer Landesbefestigung seit der Einstellung des Befestigungsbaus der Schweizer Armee am Ende des Ersten Weltkriegs und der Neugründung des Büros für Befestigungsbauten (BBB). Damit begann ein intensiver Befestigungsbau an den Übergängen am und hinter dem Rhein.
1937 wurde zum Schutz der Eisenbahnbrücke am Nordportal über dem Bahntunnel ein Infanteriewerk (A 4232) mit Nahverteidigungsständen gebaut. Es bildet ein stützpunktartiges Dispositiv mit einem Infanteriewerk mit Gewehrgalerie als Hauptwerk sowie Leichten-Maschinengewehr-Ständen (Lmg) und Mannschaftsunterkünften.
Entlang des Rheinufers wurden Maschinengewehrbunker (Mg) zur Verhinderung des Übersetzens feindlicher Infanteriekräfte erstellt. Im Rietheimer Rheinboden wurden die Bunker an den Fuss des Hügelzuges Laubberg zurückgenommen und mit einem Schienenhindernis ergänzt.

## Teilsperre Koblenz-Aaremündung
Die Teilsperre Koblenz-Aarebrücken umfasst die Anlagen zur Verteidigung der drei Bahn- und Strassenbrücken über die Aare zwischen dem Kraftwerk Klingnau (Bunker auf dem Stauwehr) und der Aaremündung (ein Infanteriekanonen-Stand und mehrere Sprengobjekte) und die Objekte der Rhein-Bunkerlinie (2 Mg-Werke).
- Infanteriebunker «Gibraltar, Felsenau Station» A 4242: 2 Lmg, 2 Beobachter ⊙
- Infanteriebunker «Aarebrücke West» A 4241: Mg, Lmg ⊙
- Infanteriebunker «Aarebrücke Ost» A 4240: Mg, Lmg ⊙
- Infanteriebunker «Wald» A 4262: 24-mm-Tankbüchse, Lmg ⊙
- Infanteriebunker «Steinbruch» A 4261: 24-mm-Tankbüchse, 3 Lmg ⊙
- Infanteriebunker «Kraftwerk» Klingnau A 4260 ⊙

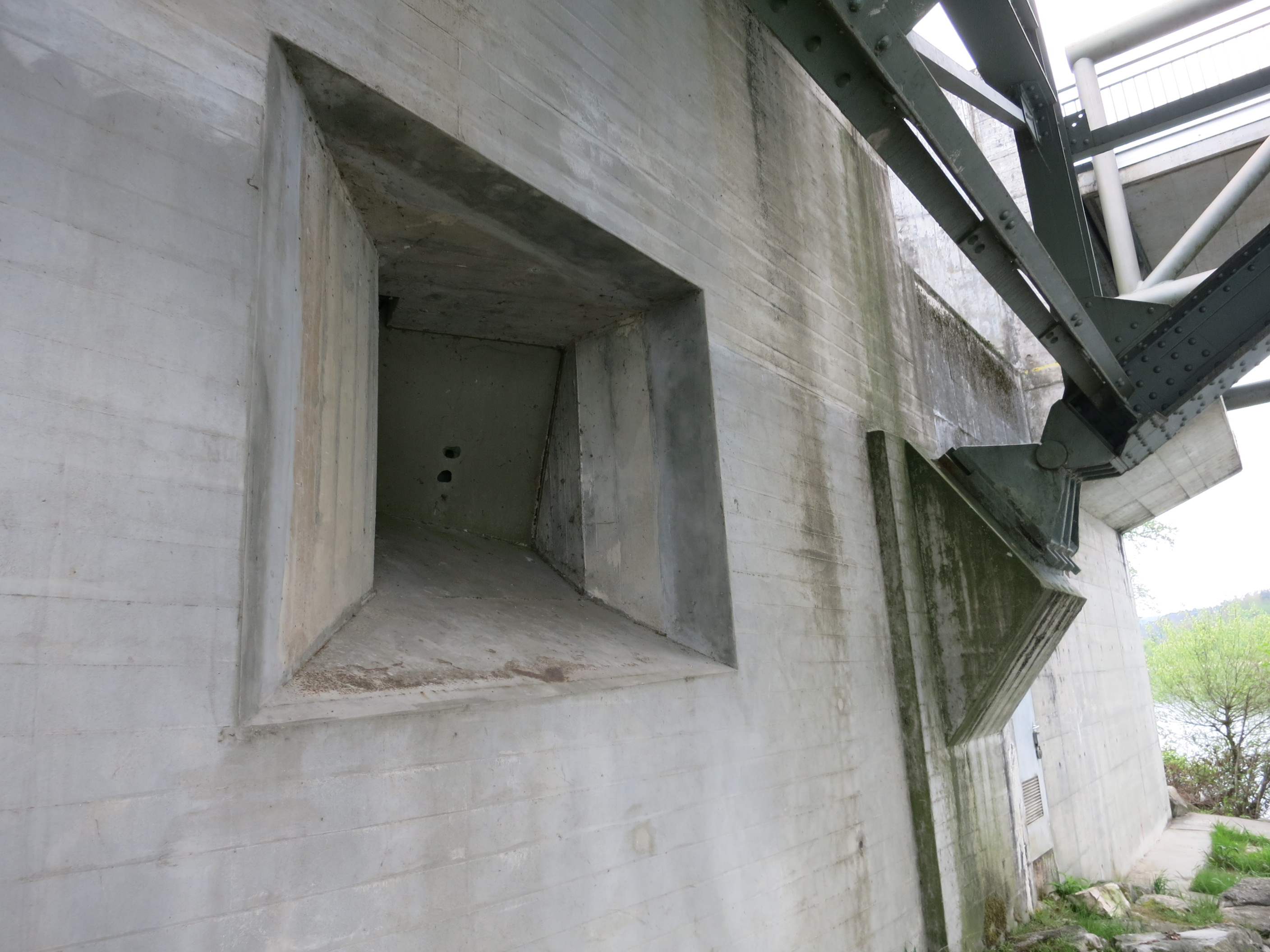
Infanteriebunker «Aarebrücke Ost» A 4240
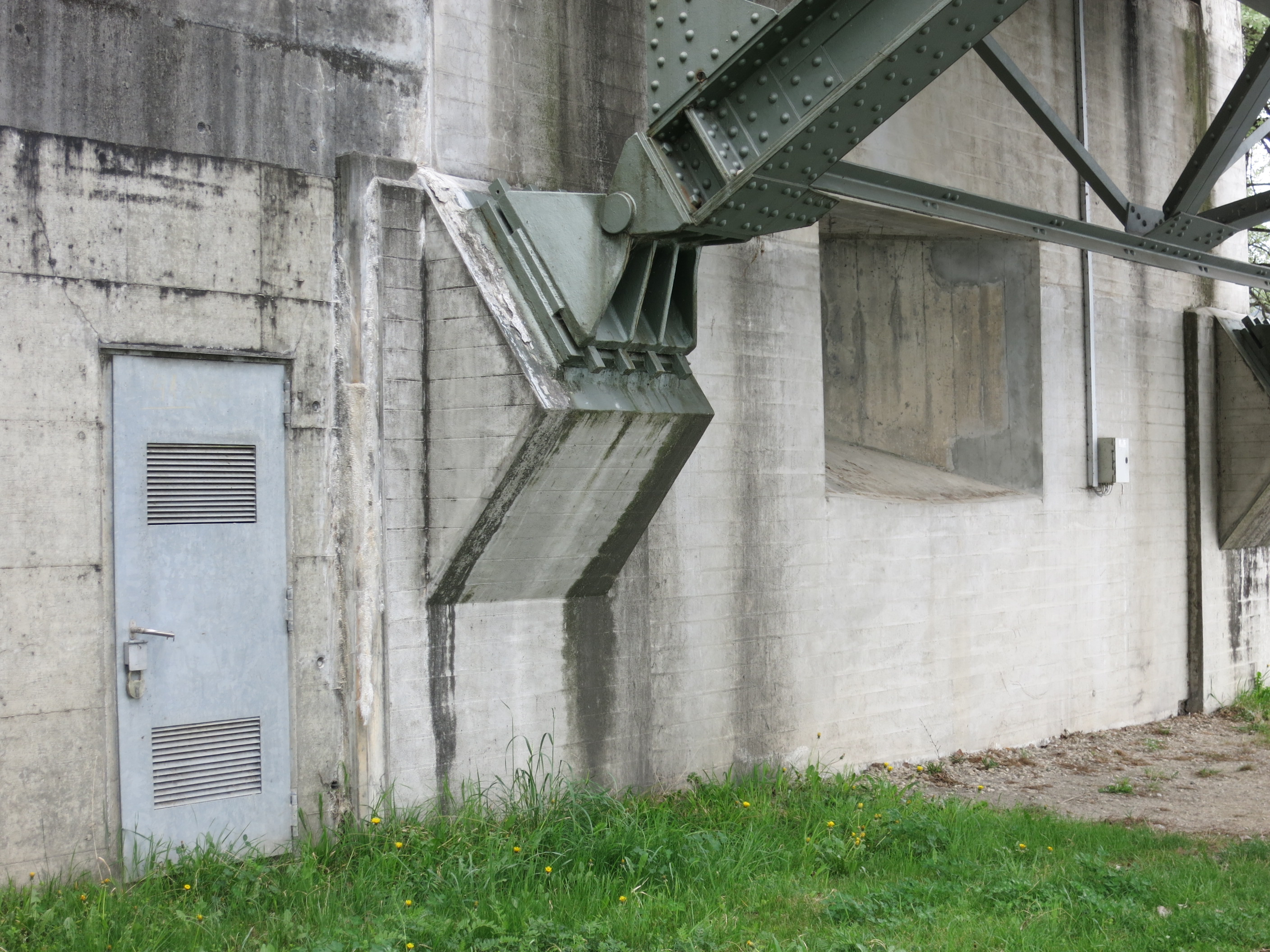
Infanteriebunker «Aarebrücke West» A 4241
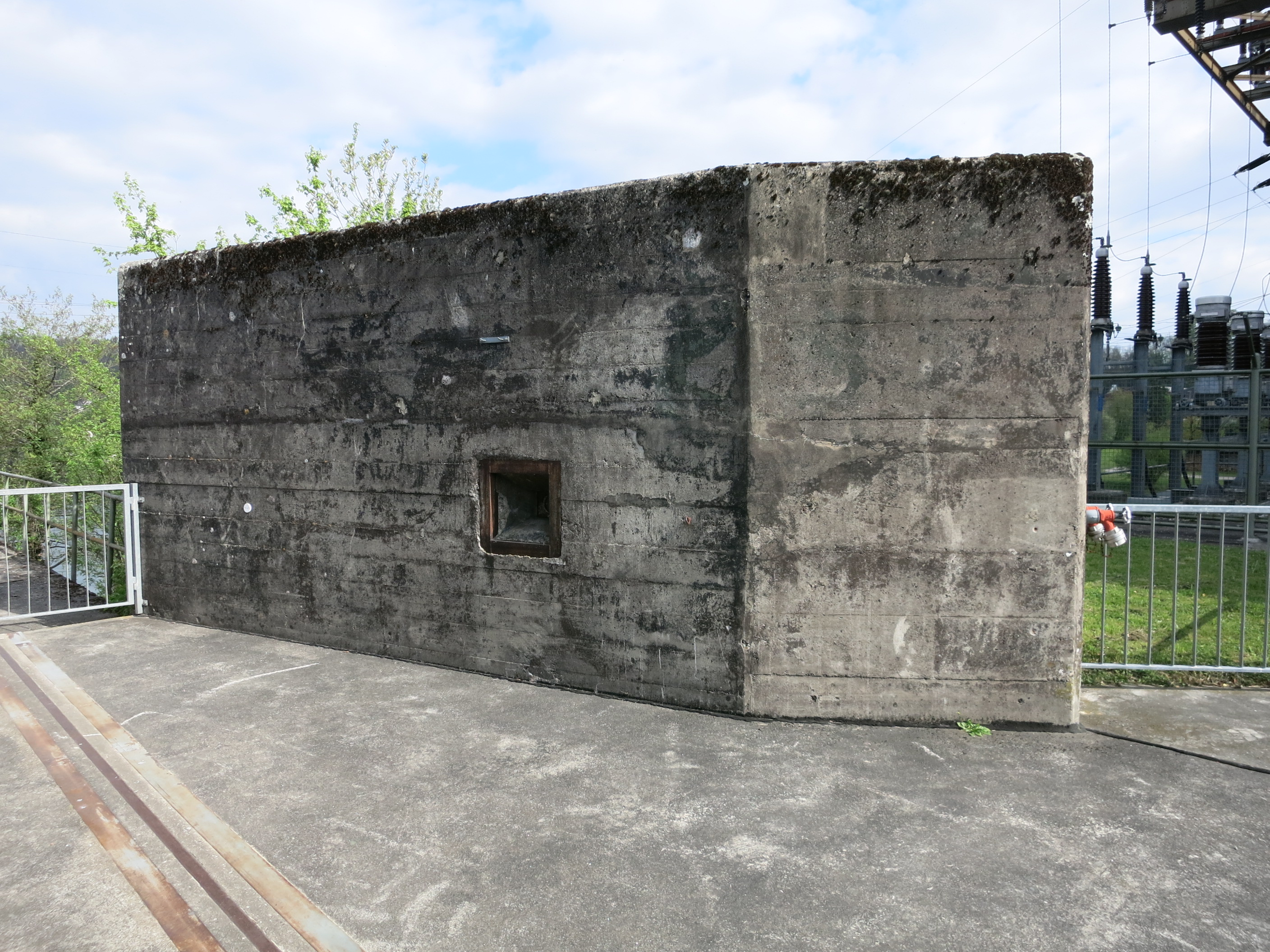
Infanteriebunker «Kraftwerk» A 4260
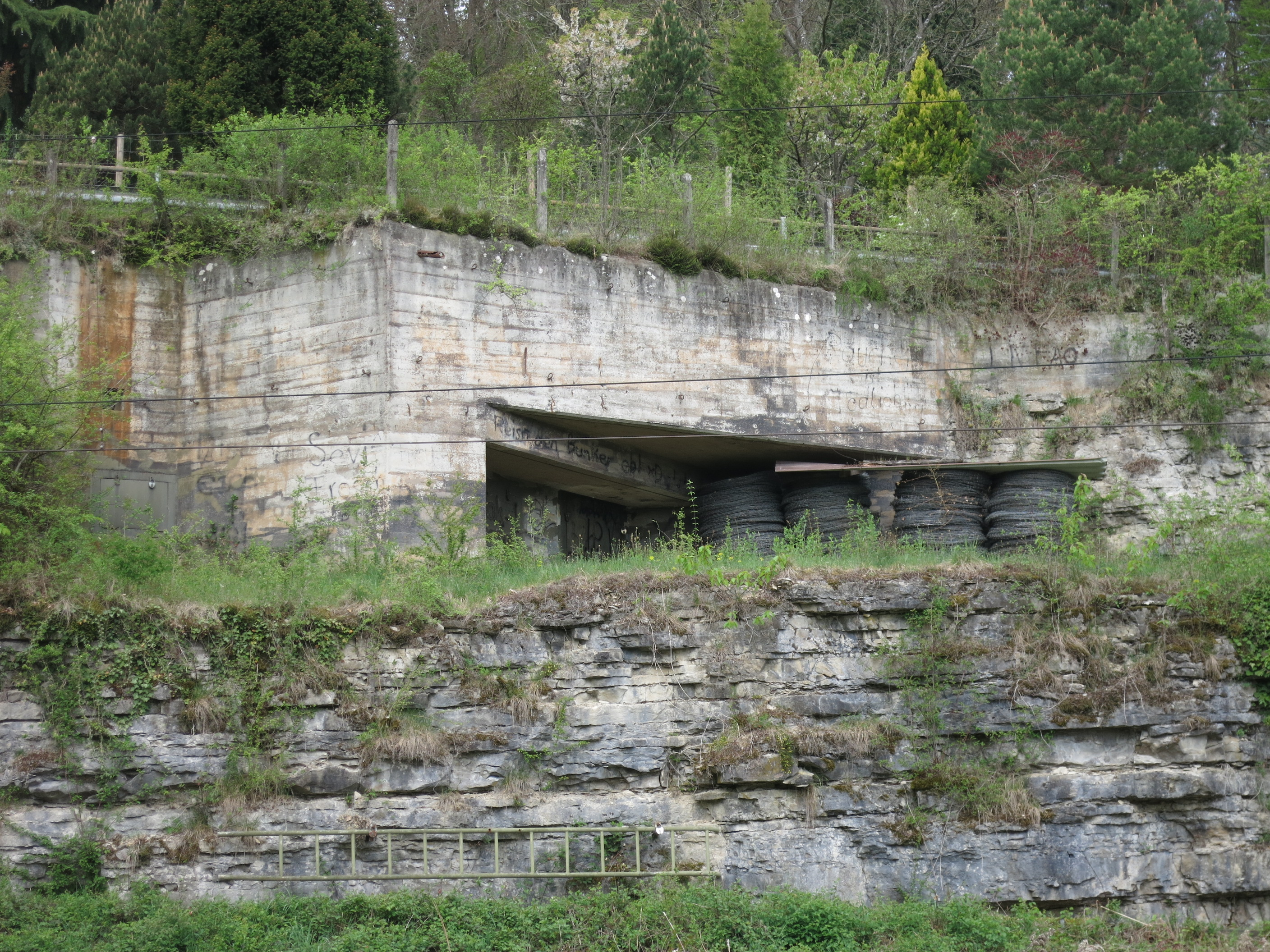
Infanteriebunker «Steinbruch» A 4261

## Teilsperre Koblenz Rheinübergänge
- Infanteriebunker «Koblenz Station» A 4239: 2 Mg ⊙
- Infanteriebunker Koblenz Viadukt A 4238: Lmg (abgebrochen) ⊙
- Infanteriebunker «Koblenz Berg» A 4237: Mg. 1940 durch die Radfahrerkompanie 25 als zweistöckiger Bau zur Sicherung des Eisenbahntunnels erstellt. ⊙
- Unterstand Koblenz «Tunnel West» A 4236 ⊙
- Unterstand Koblenz «Tunnel Ost» A 4235 ⊙
- Infanteriebunker «Koblenz Tunnel Südost» A 4234: MG ⊙
- Infanteriebunker «Koblenz Tunnel» A 4233 (abgebrochen) ⊙
- Infanteriewerk «Tunnel Nord» A 4232: Infanteriekanone (Ik), 2 Mg. 1937 vom Büro für Befestigungsbauten (BBB) als Prototyp eines Infanteriewerks erbaut, diente es als Frontalwerk zu Sperre von zwei Brücken. Werkbesatzung 1939–1945 war die Grenzmitrailleurkompanie (Gz Mitr Kp) IV/252 ⊙
- Infanteriebunker «Wutachmündung» A 4231: 2 Mg ⊙
- Beobachter «Sperber» A 4230 (abgebrochen) ⊙
- Infanteriebunker «Laufen, Warte» A 4229: 2 Mg ⊙
- Unterstand «Laufen» A 4228 ⊙
- Infanteriebunker «Rietheim-Bauhalde West» A 4227: Mg ⊙
- Unterstand «Rietheim-Bauhalde» A 4226⊙
- Infanteriebunker «Rietheim-Bauhalde Ost» A 4225: Mg ⊙
- Infanteriebunker «Rietheim-Schachen» A 4224: 2 Mg ⊙
- Unterstand «Rietheim»
- Beobachter «Nebelspalter» (abgebrochen)[2]

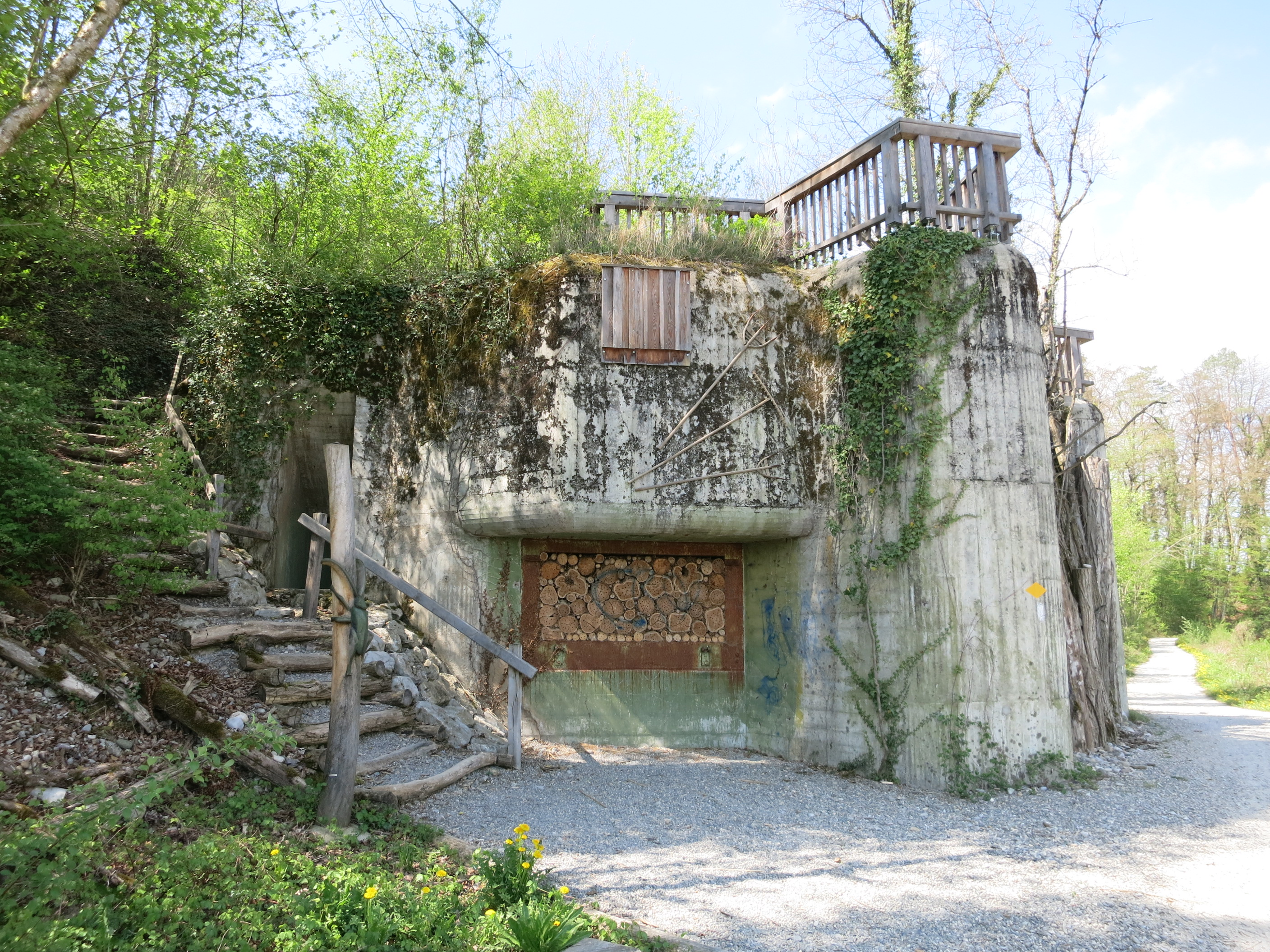
Infanteriebunker «Schachen» A 4224
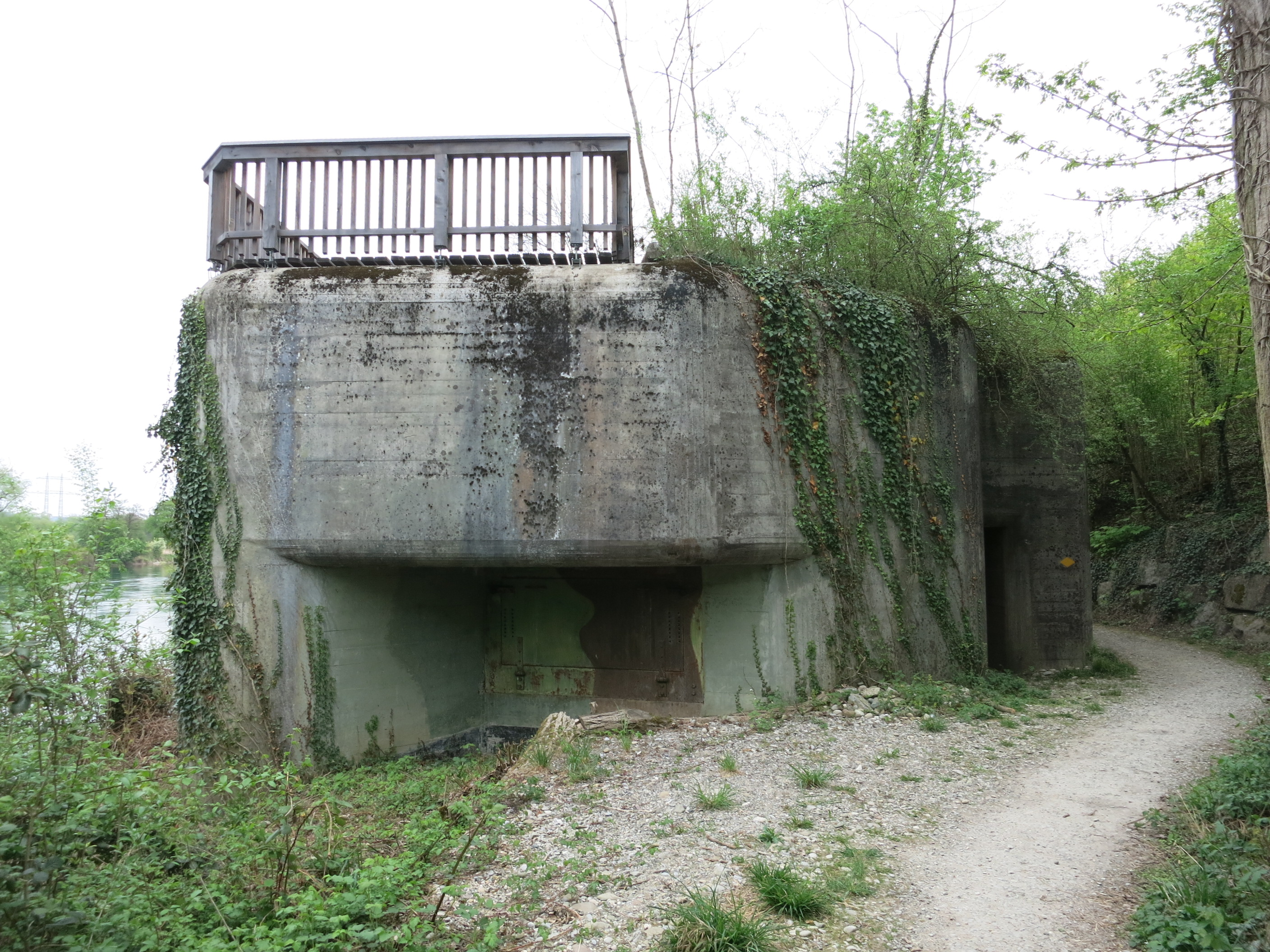
Infanteriebunker «Wutachmündung» A 4231
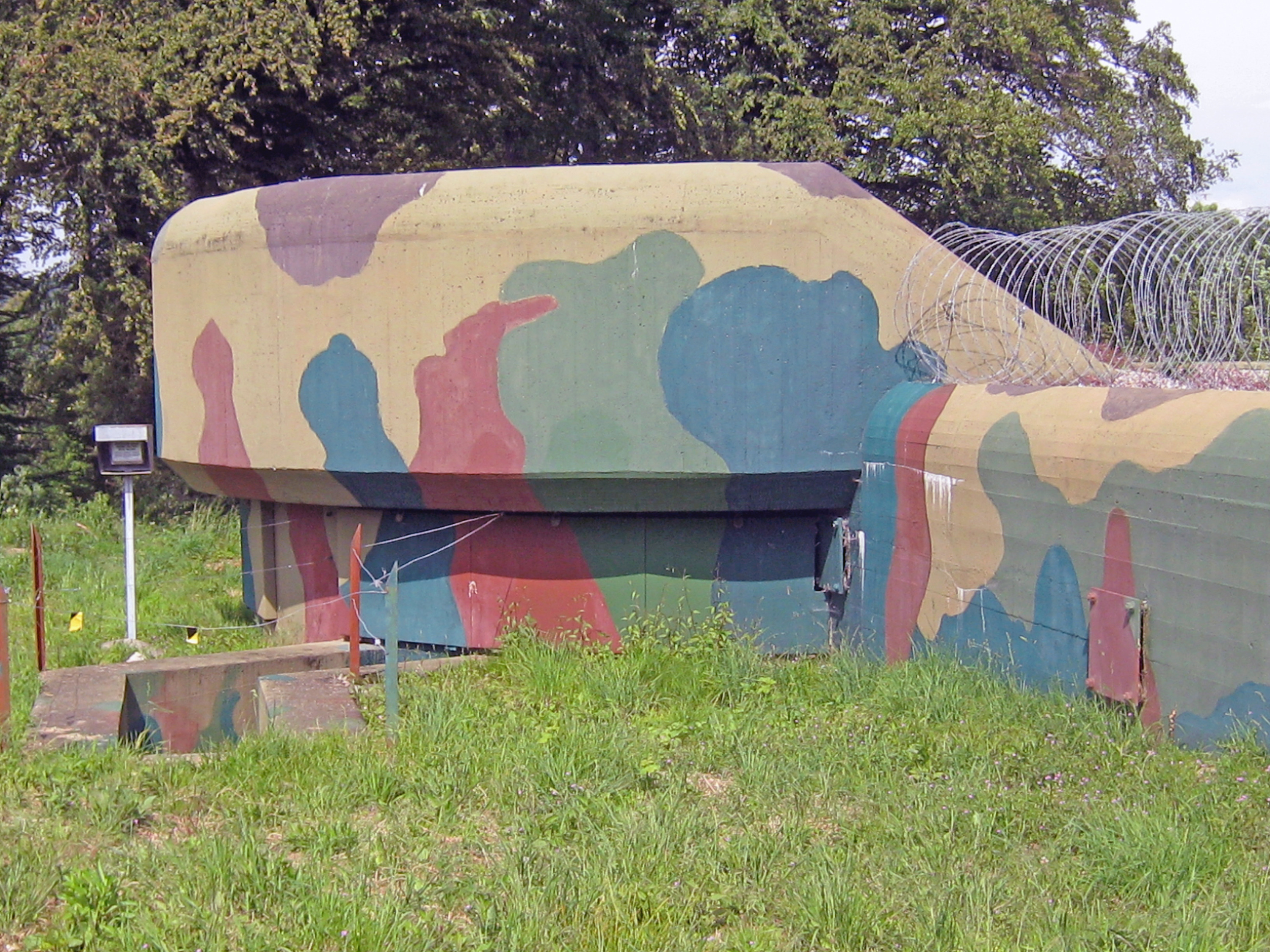
Infanteriewerk «Tunnel Nord» A 4232
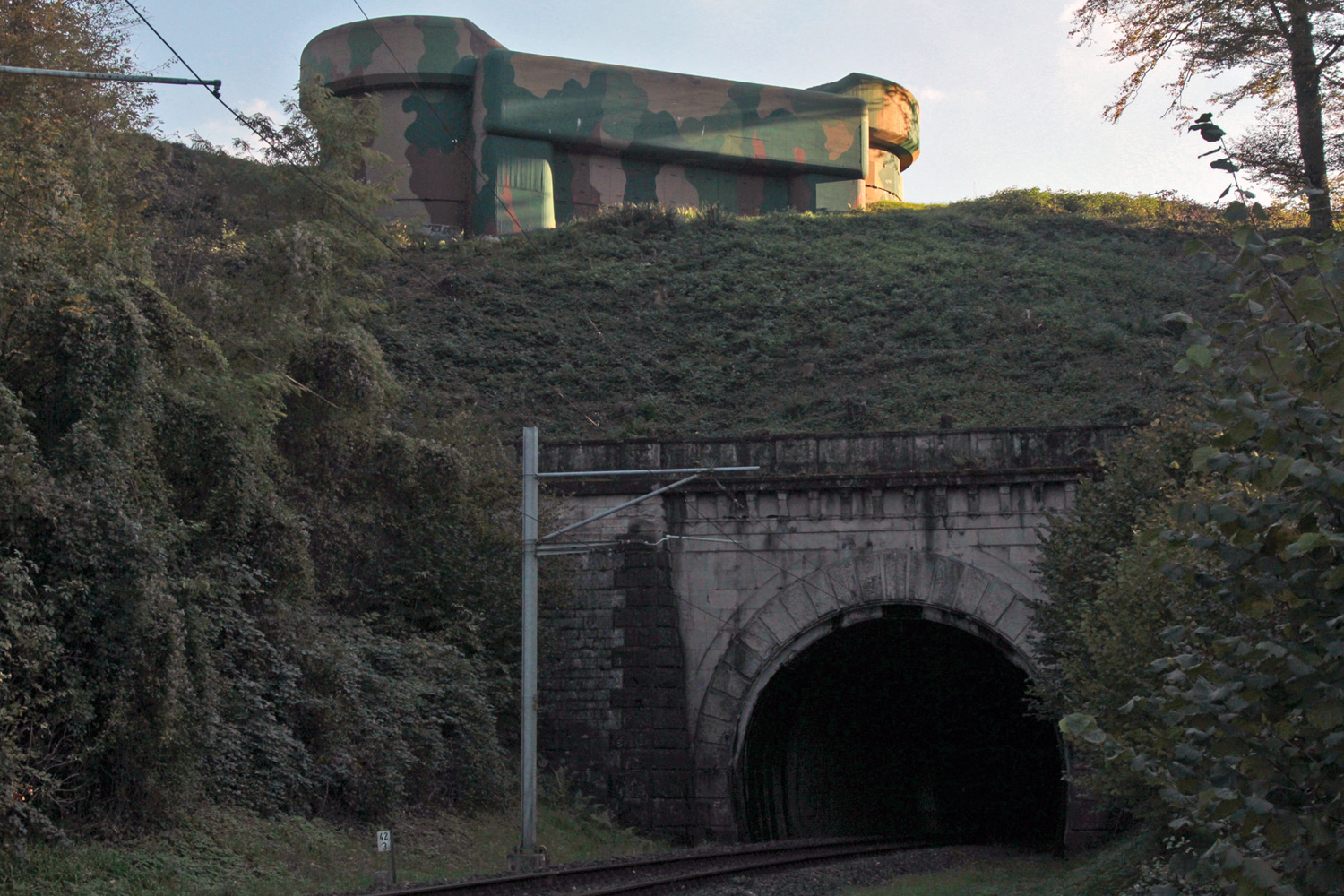
Infanteriewerk A 4232 über Tunnelportal

## Verein Militär- und Festungsmuseum Full-Reuenthal (VMFM)
Durch private Initiative des Vereins Festungsmuseum Reuenthal wurden rund 30 Befestigungsbauten, darunter die Werke A 4232 und A 4237, erworben, um sie zu erhalten und der Öffentlichkeit zugänglich zu machen.